# 大风江
大风江，位于中华人民共和国广西壮族自治区南部，发源于灵山县伯劳镇万利村淡屋屯，蜿蜒向西南流经万利水库、伯劳镇、钦州市钦南区那彭镇，于沙埠镇平银村转南流，经东场镇，于犀牛脚镇沙角村注入南海北部湾。河长139千米，比降0.12‰，流域面积1888平方千米。年均径流21.2亿立方米。大风江中游那彭镇盛产经济作物，是钦州市重要的甘蔗产地；下游河口段水网发育，水面较宽，水产养殖发达。